# تفنگ چخوف

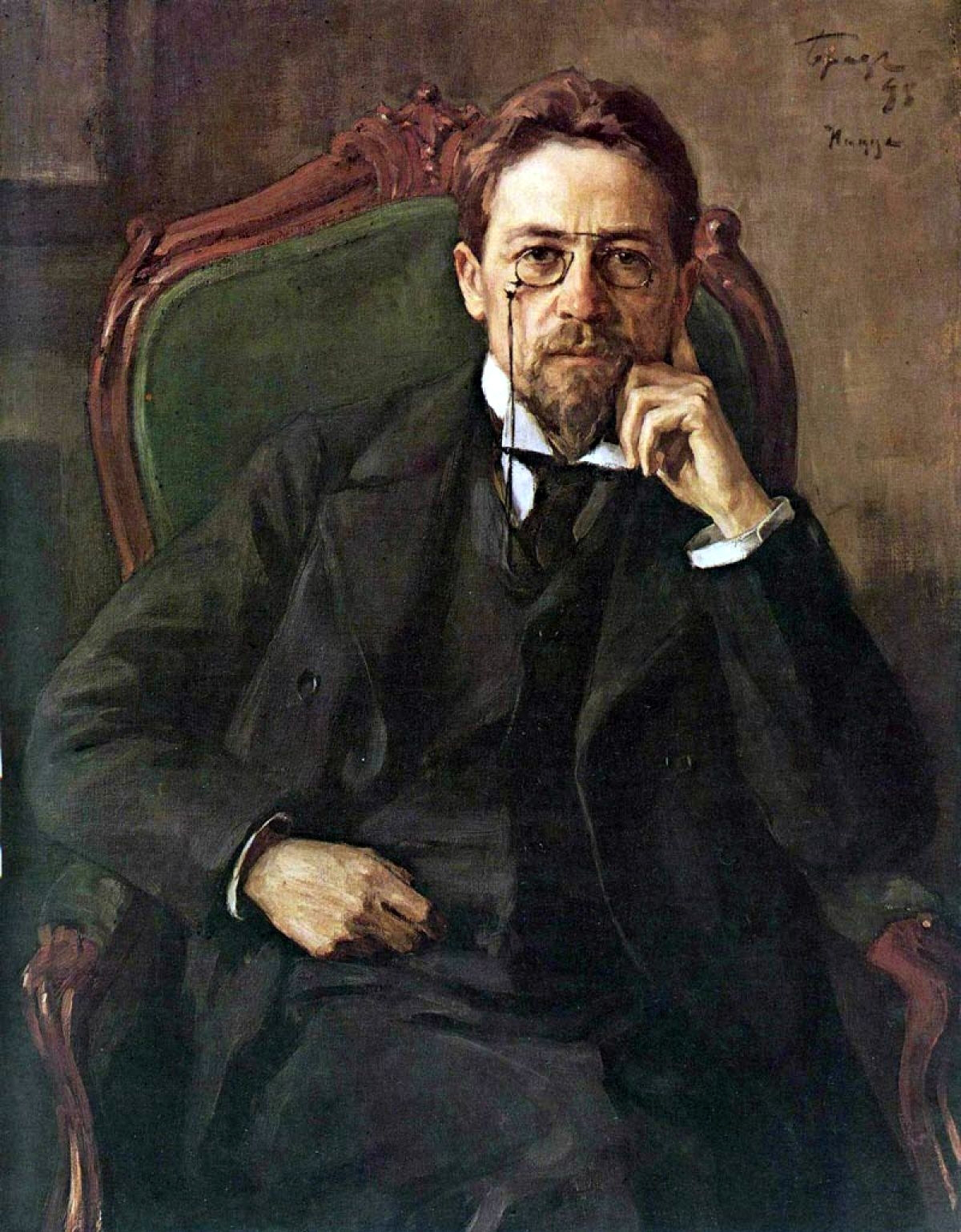
نقاشی از چهره آنتوان چخوف

تفنگ چخوف یک قاعدهٔ دراماتیک است که طبق آن هر عنصر به‌خاطر ماندنی و قابل‌توجه را باید فقط بر مبنای ضرورتی چشم‌پوشی‌ناپذیر در یک اثر داستانی به‌کار برد. دلیل نام‌گذاری این اصل به نام چخوف، این گفتاورد معروف اوست:
«هرآنچه نامربوط به داستان است بزدایید. اگر در فصل اول گفته‌اید تفنگی بر دیوار آویخته است، در فصل دوم یا سوم تفنگ قطعاً باید شلیک کرده باشد. اگر بنا نبوده شلیک کند پس بر دیوار هم آویخته نبوده.»